# 長岡龍作
長岡 龍作（ながおか りゅうさく、1960年3月5日 - ）は、日本美術史学者、東北大学教授。仏像を研究。

## 来歴
長岡新吉の長男として青森県に生まれる。東北大学文学部卒業、同大学院博士課程中退。同大学文学部助手、東京国立文化財研究所主任研究官、東北大学文学研究科助教授、教授。1995年國華賞受賞。

## 著書
- 『日本の仏像 飛鳥・白鳳・天平の祈りと美』中公新書、2009
- 『仏像 祈りと風景』日本文化私の最新講義 敬文舎、2014
- 『仏教と造形　信仰から考える美術史』中央公論美術出版、2021

### 編著
- 『極美の国宝仏 国宝広隆寺の仏像』全6冊 松島健監修 責任編集 同朋舎メディアプラン、2002
- 『講座 日本美術史 第4巻　造形の場』編 東京大学出版会、2005
- 『日本美術全集 2 法隆寺と奈良の寺院 飛鳥・奈良時代Ⅰ』責任編集 小学館、2012
- 『機能論 つくる・つかう・つたえる 仏教美術論集5』編 竹林舎、2014
- 『平泉の文化史3 中尊寺の仏教美術－彫刻・絵画・工芸』浅井和春共編、吉川弘文館、2021
- 『神像彫刻重要資料集成 第1巻　東日本編』監修 国書刊行会、2021

## 参考
- [ISBN　978-4-906822-62-1]
- 『人事興信録』1995年「長岡新吉」の項